# Klaus Frietsch
Klaus Frietsch (* 12. August 1939 in Heilbronn) ist ein ehemaliger hessischer Kommunalpolitiker der SPD. Er wohnt in Oestrich-Winkel.

## Ausbildung und Beruf
Klaus Frietsch ist gelernter Großhandelskaufmann. Außerdem war er Soldat auf Zeit bei der Bundeswehr.

## Politik
Klaus Frietsch wurde als Mitglied der SPD 1970 Bürgermeister von Winkel (Rheingau) und war anschließend von 1972 bis 1989 Bürgermeister der neugebildeten Stadt Oestrich-Winkel.
1989 wurde Frietsch von einer Rot-grünen Koalition zum Landrat des Rheingau-Taunus-Kreises gewählt. Wegen eines Formfehlers bei der Wahl wurde deren Gültigkeit nach den Bestimmungen der Hessischen Gemeindeordnung von der CDU- und der FDP-Fraktion im Kreistag angefochten. Der Streit wurde im Klageweg bis vor das Verwaltungsgericht getragen. Dieses gab der Klage statt. Mit der Rechtskraft der Entscheidung verlor Frietsch sein Amt als Landrat und es musste eine Neuwahl eingeleitet werden. Diese fand am 2. Mai und am 23. Mai 1993 (Stichwahl) statt. Hier setzte sich Klaus Frietsch mit knapper Mehrheit gegen seinen Herausforderer Frieder Rothenberger (CDU) durch. Zur Wiederwahl 1999 trat Frietsch nicht mehr an.

## Weiterer Berufsweg
Im Anschluss an seine Amtszeit war er zunächst Alleinvorstand der Anterra-Vermögensverwaltung und machte sich dann in einem Consulting-Unternehmen selbstständig zur Beratung in Immobilien- und Finanzierungsfragen.

## Sonstige Ämter
Klaus Frietsch ist unter anderem Vorsitzender des Vereins Lebensraum Rheingau-Taunus, der psychisch kranken Menschen hilft. Er gehört außerdem dem Kuratorium des Rheingau Musik Festivals an und sitzt im Vorstand des Partnerschaftsvereins Tokaj. Des Weiteren ist er Beisitzer im SPD-Ortsverein.

## Kontroversen
Während seiner Zeit als Landrat geriet Frietsch in die Kritik, weil die kreiseigene Krankenhaus-GmbH im Jahr 1998 zur Sanierung ihrer Finanzen Kredite in Fremdwährungen aufnahm, um dieses Geld in deutsche Wertpapiere zu investieren.